# Випадкові мінерали
Мінерали випадкові (англ. accidental minerals; нім. Zufallsminerale n pl) — мінерали, які звичайно не властиві даним виверженим породам та зустрічаються в них рідко, як виняток.
Наприклад, самородне залізо в деяких базальтах, кордієрит у деяких гранітах та ін. (E. Weinschenk, 1906).